# 94e régiment d'artillerie de montagne
Pour les articles homonymes, voir 94e régiment.
Pour le 2e régiment d'artillerie de montagne entre 1939 et 1973, voir 2e régiment d'artillerie (France).
Le 94e régiment d'artillerie de montagne (94e RAM) est une unité de l'armée française ayant participé à la guerre du Rif et à la bataille de France. Il est l'héritier du 2e régiment d'artillerie de montagne qui a participé à la conquête du Maroc en 1912-1913 et à la Première Guerre mondiale.

## Historique du2eRAM

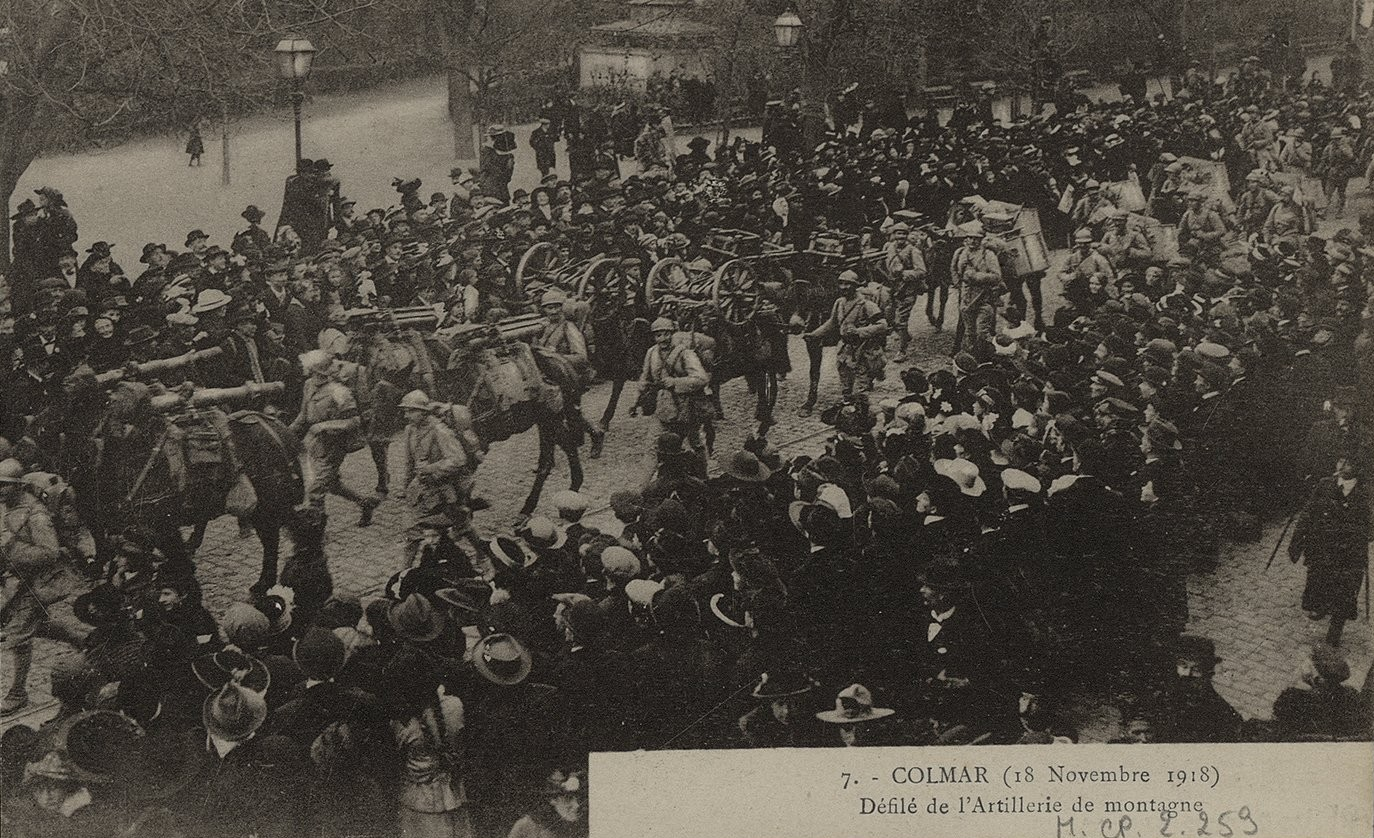
Défilé du 2e groupe du 2e RAM à Colmar le 18 novembre 1918.

Le 2e régiment d'artillerie de montagne est créé le 1er mars 1910 par regroupement des 14e à 18e batteries alpines du 19e régiment d'artillerie à Nice et les 7e et 8e batteries du 38e régiment d'artillerie de Bastia,.
Les batteries 2 et 6 du 2e RAM partent pour le Maroc respectivement le 30 août 1912 et le 1er mai 1912. Le 1er juillet 1914, ces deux batteries sont rattachées au 9e groupe d'artillerie de campagne d'Afrique et remplacées par deux nouvelles batteries.

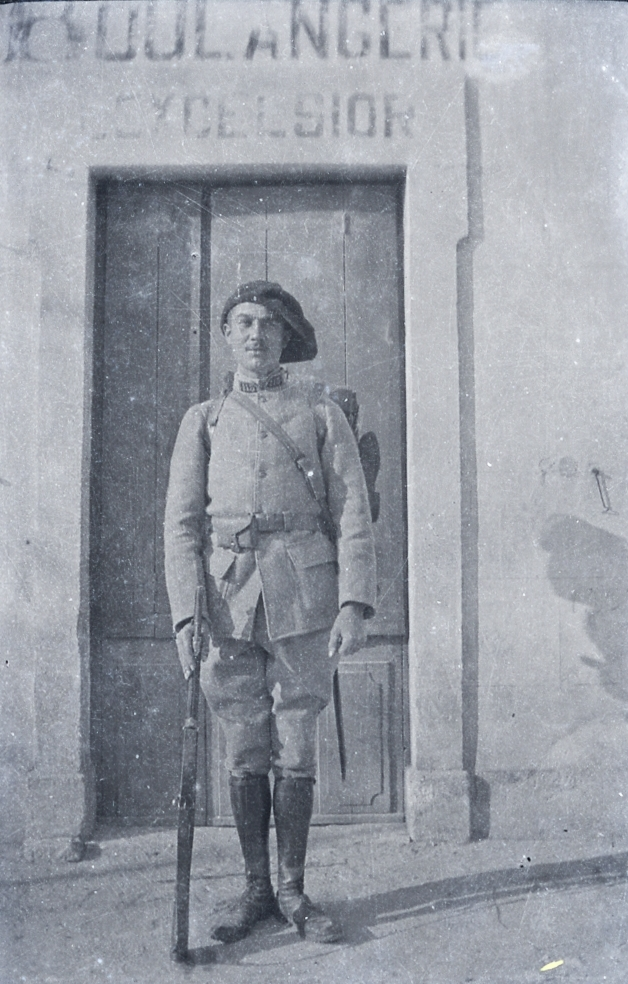
Un artilleur du régiment en 1915.

À la mobilisation de 1914, le régiment est divisé dès le 2 août et les différentes composantes (groupes, batteries ou sections) sont utilisées indépendamment, affectées selon les besoins tactiques locaux.
En décembre 1916, la 6e batterie rejoint l'Algérie où quelques dissidents se manifestent puis rejoint Nice en avril 1917.
Après l'armistice du 11 novembre 1918, les 1er à 5e groupes rentrent en Alsace. Le 1er rejoint en 1919 la région de Mayence et le 2e la Hesse.
Le 7e et le 9e groupes participent en 1919 à l'occupation du sud de la Russie (en) (Tiraspol et Odessa) face aux Bolcheviks.
En octobre 1919, quatre des batteries (numérotées 1, 2, 26 et 30) rejoignent Beyrouth pour aller combattre les Turcs (Campagne de Cilicie), mais également participer aux opérations qui chassent de Syrie le roi Fayçal Ier. Le 1er octobre 1920, elles sont rattachées aux 271e, 272e et 274e régiments d'artillerie.
Le régiment est administrativement dissout le 31 décembre 1919 puis recréé le 1er janvier 1920.

## Historique du94eRAM

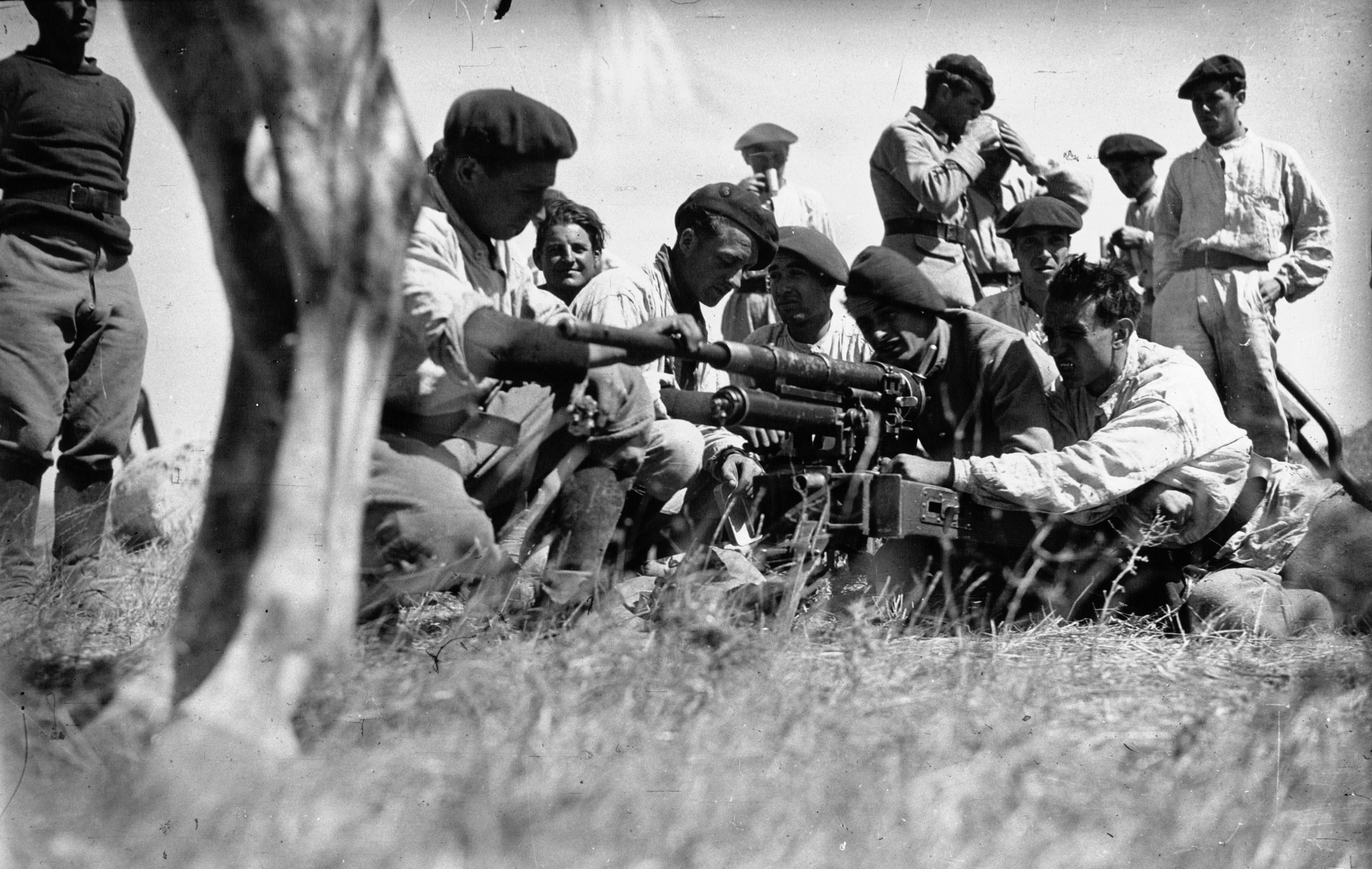
Artilleurs du 94e RAM en 1936 avec un canon de 65 mm de montagne modèle 1906.

Le 94e régiment d'artillerie de montagne est créé le 1er janvier 1924 à Nice par changement de nom du 2e régiment d'artillerie de montagne. En 1925, il envoie deux batteries équipées de 65 mm de montagne au Maroc pour participer à la guerre du Rif. Elles restent 6 mois au Maroc.

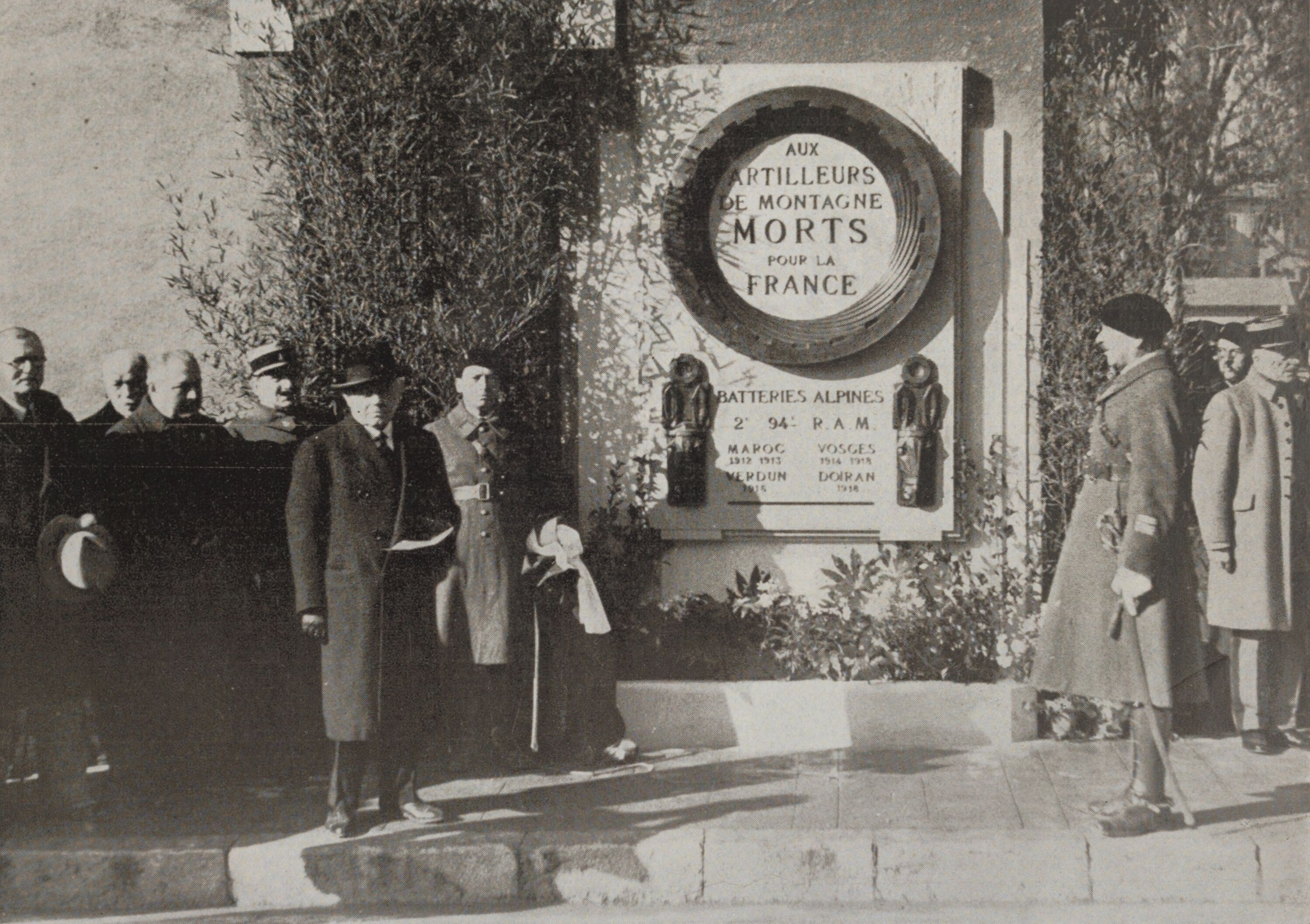
À Nice, en février 1935, le général Estienne (en chapeau à gauche) remet la garde du monument aux artilleurs de montagne au colonel Bertin-Boussu (en béret à droite), commandant le.

Après cette campagne, l'ensemble de l'unité est rééquipé de canons de 75 mm Schneider (en). Entre 1929 et 1935, plusieurs dizaines d'Algériens viennent servir au régiment comme auxiliaires (cuisines, ravitaillement, corvées, conduite et soins des mulets). Le 94e RAM est rattaché en 1934 à la 30e division d'infanterie alpine. En 1936, le régiment appartient à la 29e division d'infanterie.
À la mobilisation de 1939, son groupe lourd permet de créer le 294e régiment d'artillerie lourde divisionnaire. Ces deux régiments sont rattachés à la 29e division d'infanterie alpine. Le 10 mai, il fait partie de la réserve de quartier général avec sa division. Fin mai, il est déployé sur la Somme au nord de Roye pour tenir la ligne Weygand. Il combat le 5 juin pour contrer l'attaque de la 4. Panzer Division. Entre le 5 et le 6, le régiment tire 36 heures d'affilée pour soutenir l'infanterie. Le soir du 6 juin, il doit se replier.
Du 9 au 12 juin, il est au nord de la région parisienne notamment dans la forêt de Senlis. Le 13 juin, les restes de l'unité de se replie (le 1/94RAM est le seul relativement intact). Ils traversent de justesse la Loire à Jargeau. Il est démobilisé en Dordogne.
Le régiment est brièvement recréé dans l'armée d'armistice. Créé le 5 août 1940 sous le nom de 94e régiment d'artillerie tractée tout-terrain et montagne, il est dissous le 1er septembre.

## Étendard

Dessin du revers de l'étendard du régiment, avec ses inscriptions.

L'étendard du 94e RAM porte, cousues en lettres d'or dans ses plis, les inscriptions suivantes :
- Maroc 1912-1913
- Vosges 1914-1918
- Verdun 1916
- Doiran 1918